# 拉沃夫
拉沃夫（法語：La Veuve，法語發音：[la vœv]）是法国马恩省的一个市镇，位于该省中部，属于香槟沙隆区。

## 地理
拉沃夫（49°1'51"N, 4°19'4"E）面积24.41 平方千米，位于法国大東部大區马恩省，该省份为法国东北部内陆省份，北起阿登省，西北接埃纳省，西南接塞纳-马恩省，南至奥布省，东南接上马恩省，东临默兹省。
与拉沃夫接壤的市镇（或旧市镇、城区）包括：布伊、莱格朗德洛日、瑞维尼、勒西。

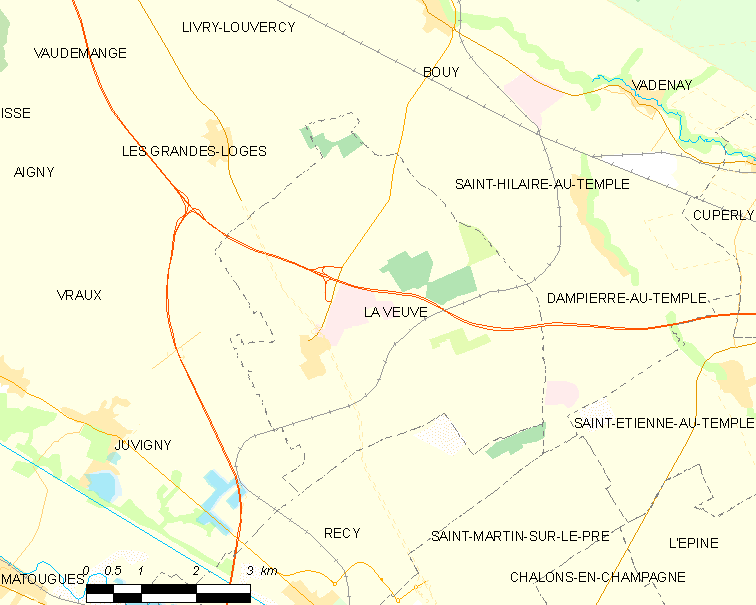
拉沃夫的OSM定位图

拉沃夫的时区为UTC+01:00、UTC+02:00（夏令时）。

## 行政
拉沃夫的邮政编码为51520，INSEE市镇编码为51617。

## 政治
拉沃夫所属的省级选区为香槟沙隆第二县。

## 人口

1962-2008年间拉沃夫人口变化图示

拉沃夫于2022年1月1日时的人口数量为603人。